# Missundaztood
Missundaztood ist das zweite Studioalbum der US-amerikanischen Popsängerin Pink, das am 20. November 2001 von Arista Records erstmals veröffentlicht wurde.

## Entstehungsgeschichte
Nach Can’t Take Me Home wollte Pink über ihre Musik selbst bestimmen können. Sie stellte fest:

“All the girls that came out in the last couple of years, we all got thrown into one bucket. I don't want people to throw me in that bucket.”

„Alle Mädels, die in den letzten Jahren Alben veröffentlicht haben, sind in einen Topf geworfen worden. Ich will nicht in diesen Topf gehören“

Sie warb die 4-Non-Blondes-Sängerin Linda Perry an, um mit ihr ein neues Album zu schreiben. Der Grund, dass sie mit Perry schreiben wollte, war das 4-Non-Blondes-Album Bigger, Better, Faster, More!, welches Pink als eines ihrer Lieblingsalben bezeichnete und mit dem sie sich in ihrer Freizeit beschäftigte. Sie zog für drei Monate mit Gitarre und Klavier in Perrys Haus ein, um das Album aufzunehmen.
Linda Perry war nach der Arbeit am Album in Musikerkreisen wieder sehr gefragt. So arbeitete sie in der Folge mit Christina Aguilera und Courtney Love zusammen.
Zu dem Titel des Albums sagte sie:

“I think we all feel misunderstood, and our main goal is to be appreciated for all that we are -- most of the time we don't even fully understand ourselves … thus the title of my album.”

„Ich glaube, wir alle fühlen uns missverstanden, und unser Ziel ist es, so gewürdigt zu werden wie wir sind – meistens verstehen wir uns sogar selbst nicht … daher der Titel meines Albums.“

Pink beschrieb das Erlebnis bei der Produktion des Albums als staunenswert, befreiend, anregend, einfach so wie es sein sollte Musik zu machen.. Das Album stelle sie in „vollständiger Nacktheit“ dar, da Perry ihr „sämtliche Kleidung ausgezogen“ hatte.
Pink arbeitete bei den meisten Songs mit Linda Perry zusammen, die auch als Gastsängerin bei Lonely Girl fungierte. Weitere Gastmusiker sind in dem Lied Misery zu hören, bei dem Steven Tyler von Aerosmith und Richie Sambora von Bon Jovi mitwirken. Des Weiteren schrieben die Produzenten Scott Storch und Dallas Austin an dem Album mit.

## Lieder
Die Texte von Missundaztood behandeln verschiedene Themen. In Don’t Let Me Get Me erklärt Pink, dass sie nicht wie eine der anderen Pop-Sensationen in der Branche ist. Im Lied erzählt sie zudem von ihrer Anfangszeit in der Girlgroup Choice und ihrem Produzenten L.A. Reid. Die Plattenfirma schickte die Künstlerin zu Benimmkursen und Mediencoaching, um sie anschließend besser vermarkten zu können. Reid von LaFace Records war zunächst nicht von der neuen Musik begeistert, da sie sich mit ihrem erfolgreichen R&B-Debüt einen eigenen Namen machte.
In Just Like a Pill beschreibt sie ihren Drogenmissbrauch als Teenager. Ihr Vater wurde in den Vietnamkrieg geschickt. Dies inspirierte sie zu dem Song My Vietnam, in dem die Geschichte ihres Vaters erzählt wird. Am Ende des Songs ist eine Klang-Interpolation von Jimi Hendrix’ Version von The Star-Spangled Banner zu hören.
Family Portrait ist eine Reaktion auf die Scheidung ihrer Eltern. Es wird der Konflikt aus Sicht eines Kindes beschrieben, wenn eine Familie plötzlich droht in zwei Teile zu zerfallen. Nachdem Pinks Eltern das Lied hörten, wurde ihnen zum ersten Mal bewusst, welchen Schmerz ihr Kind durch die Trennung erlitten haben muss. Lonely Girl beschreibt das Gefühl der Verwirrung und ungewollter Einsamkeit durch ihren neuen Ruhm.
Pink erntete viel Kritik für ihr Album, da es voller Zorn war. Sie selbst sagte dazu:

“Some people think I'm an angry girl, a boy-killer, or are just plain confused by me. … My main focus this time was to not only concentrate on one musical aspect of me (I'm still funky and I love hip-hop), but to show all my colors good and bad.”

„Manche denken, ich sei ein wütendes Mädchen, ein ‚Boy-Killer‘ oder sind durch meine Art einfach nur irritiert. … Diesmal war es für mich wichtig, mich nicht nur auf einen musikalischen Aspekt zu beschränken (ich bin immer noch ‚funky‘ und liebe Hip-Hop), sondern alle Seiten an mir zu zeigen, die guten, wie die schlechten.“

2003 wurde Missundaztood bei den Grammy Awards für das beste Album in der Kategorie Pop und für die beste Live Performance im Pop Bereich nominiert. Bei den MTV Video Music Awards 2002 gewann das Lied Get the Party Started die Kategorien „Bestes Video der Frauen“ und „Bestes Tanzvideo“.
Das Lied 18 Wheeler, in dem das Wort „fuck“ unzählige Male vorkommt, musste zensiert werden, damit das Album keinen „Parental Advisory“-Aufkleber bekam.
Die Lieder des Albums wurden 2002 auf Pinks Party Tour präsentiert. Die Tournee fand statt, weil Pink nicht im Vorprogramm von Janet Jacksons Tour „All For You“ auftreten konnte, da die für Europa angesetzten Termine als Reaktion auf die Terroranschläge vom 11. September gestrichen wurden. Die Tour führte Pink durch Nordamerika, Europa, Australien und Asien.

## Titelliste

### Vereinigte Staaten
1. M!ssundaztood – 3:36
2. Don’t Let Me Get Me – 3:31
3. Just Like a Pill – 3:57
4. Get the Party Started – 3:11
5. Respect (feat. Scratch) – 3:25
6. 18 Wheeler – 3:44
7. Family Portrait – 4:56
8. Misery (feat. Steven Tyler) – 4:33
9. Dear Diary – 3:29
10. Eventually – 3:34
11. Lonely Girl (feat. Linda Perry) – 4:21
12. Numb – 3:06
13. Gone to California – 4:34
14. My Vietnam – 5:19

### Deutschland
1. Get the Party Started – 3:11
2. 18 Wheeler – 3:44
3. M!ssundaztood – 3:36
4. Dear Diary – 3:29
5. Eventually – 3:34
6. Numb – 3:06
7. Just Like a Pill – 3:57
8. Family Portrait – 4:56
9. Misery (feat. Steven Tyler) – 4:33
10. Respect (feat. Scratch) – 3:25
11. Don’t Let Me Get Me – 3:31
12. Gone to California – 4:34
13. Lonely Girl (feat. Linda Perry) – 4:21
14. My Vietnam – 5:19
15. Catch-22 (Bonus-Track) – 3:50

### Videoalbum
1. Family Portrait (Musikvideo)
2. Don’t Let Me Get Me (Musikvideo)
3. Numb live (Live at La Scala)
4. Family Portrait (Live at La Scala)

Drei verschiedene Versionen von Missundaztood wurden veröffentlicht: das Original, die Limited Edition (inklusive Bonus-DVD) und eine dritte Version mit einem zusätzlichen Track, Catch-22. Die Länge des Originals beträgt 55 Minuten und 20 Sekunden.

## Singleauskopplungen
| Jahr | Titel                 | Höchstplatzierung, Gesamtwochen, AuszeichnungChartplatzierungen (Jahr, Titel, , Platzierungen, Wochen, Auszeichnungen, Anmerkungen) | Höchstplatzierung, Gesamtwochen, AuszeichnungChartplatzierungen (Jahr, Titel, , Platzierungen, Wochen, Auszeichnungen, Anmerkungen) | Höchstplatzierung, Gesamtwochen, AuszeichnungChartplatzierungen (Jahr, Titel, , Platzierungen, Wochen, Auszeichnungen, Anmerkungen) | Höchstplatzierung, Gesamtwochen, AuszeichnungChartplatzierungen (Jahr, Titel, , Platzierungen, Wochen, Auszeichnungen, Anmerkungen) | Höchstplatzierung, Gesamtwochen, AuszeichnungChartplatzierungen (Jahr, Titel, , Platzierungen, Wochen, Auszeichnungen, Anmerkungen) | Anmerkungen                                                    |
| Jahr | Titel                 | DE | AT | CH | UK | US | Anmerkungen                                                    |
| ---- | --------------------- | --- | --- | --- | --- | --- | -------------------------------------------------------------- |
| 2001 | Get the Party Started | DE2 Gold · (17 Wo.)DE | AT2 Gold · (21 Wo.)AT | CH2 Gold · (28 Wo.)CH | UK2 Platin · (17 Wo.)UK | US4 Gold · (24 Wo.)US | Erstveröffentlichung: 9. Oktober 2001 Verkäufe: + 2.341.000    |
| 2002 | Don’t Let Me Get Me   | DE10 (15 Wo.)DE | AT10 (23 Wo.)AT | CH10 (29 Wo.)CH | UK6 Silber · (13 Wo.)UK | US8 (21 Wo.)US | Erstveröffentlichung: 1. April 2002 Verkäufe: + 698.000        |
| 2002 | Just Like a Pill      | DE2 (15 Wo.)DE | AT2 Gold · (20 Wo.)AT | CH6 (27 Wo.)CH | UK1 Platin · (11 Wo.)UK | US8 (20 Wo.)US | Erstveröffentlichung: 16. September 2002 Verkäufe: + 1.485.000 |
| 2002 | Family Portrait       | DE8 (13 Wo.)DE | AT11 (14 Wo.)AT | CH18 (16 Wo.)CH | UK11 Silber · (11 Wo.)UK | US20 Gold · (20 Wo.)US | Erstveröffentlichung: 18. November 2002 Verkäufe: + 560.000    |

## Kommerzieller Erfolg

### Chartplatzierungen
| ChartsChartplatzierungen       | Höchstplatzierung | Wochen |
| ------------------------------ | ----------------- | ------ |
| Deutschland (GfK)              | 5 (69 Wo.)        | 69     |
| Österreich (Ö3)                | 4 (74 Wo.)        | 74     |
| Schweiz (IFPI)                 | 7 (86 Wo.)        | 86     |
| Vereinigte Staaten (Billboard) | 6 (180 Wo.)       | 180    |
| Vereinigtes Königreich (OCC)   | 2 (81 Wo.)        | 81     |

| ChartsJahrescharts (2002)      | Platzierung |
| ------------------------------ | ----------- |
| Deutschland (GfK)              | 10          |
| Österreich (Ö3)                | 11          |
| Schweiz (IFPI)                 | 11          |
| Vereinigte Staaten (Billboard) | 4           |
| Vereinigtes Königreich (OCC)   | 2           |

| ChartsJahrescharts (2003)      | Platzierung |
| ------------------------------ | ----------- |
| Deutschland (GfK)              | 45          |
| Österreich (Ö3)                | 49          |
| Schweiz (IFPI)                 | 79          |
| Vereinigte Staaten (Billboard) | 66          |
| Vereinigtes Königreich (OCC)   | 44          |

### Auszeichnungen für Musikverkäufe
| Land/Region                  | Auszeichnungen für Musikverkäufe (Land/Region, Auszeichnung, Verkäufe) | Verkäufe    |
| ---------------------------- | ---------------------------------------------------------------------- | ----------- |
| Argentinien (CAPIF)          | Gold                                                                   | 20.000      |
| Australien (ARIA)            | 4× Platin                                                              | 280.000     |
| Belgien (BRMA)               | Gold                                                                   | 25.000      |
| Brasilien (PMB)              | Gold                                                                   | 50.000      |
| Dänemark (IFPI)              | 3× Platin                                                              | 60.000      |
| Deutschland (BVMI)           | 2× Platin                                                              | 600.000     |
| Europa (IFPI)                | 3× Platin                                                              | (3.000.000) |
| Finnland (IFPI)              | Gold                                                                   | 16.534      |
| Frankreich (SNEP)            | 2× Gold                                                                | 200.000     |
| Japan (RIAJ)                 | Platin                                                                 | 200.000     |
| Kanada (MC)                  | 5× Platin                                                              | 500.000     |
| Kroatien (HDU)               | Silber                                                                 | 3.000       |
| Neuseeland (RMNZ)            | 4× Platin                                                              | 60.000      |
| Niederlande (NVPI)           | Platin                                                                 | 80.000      |
| Norwegen (IFPI)              | Platin                                                                 | 50.000      |
| Österreich (IFPI)            | Platin                                                                 | 40.000      |
| Polen (ZPAV)                 | Gold                                                                   | 20.000      |
| Schweden (IFPI)              | Platin                                                                 | 60.000      |
| Schweiz (IFPI)               | 2× Platin                                                              | 80.000      |
| Ungarn (MAHASZ)              | Gold                                                                   | 10.000      |
| Vereinigte Staaten (RIAA)    | 5× Platin                                                              | 5.000.000   |
| Vereinigtes Königreich (BPI) | 6× Platin                                                              | 1.884.000   |
| Insgesamt                    | 1× Silber · 8× Gold · 39× Platin ·                                     | 9.138.534   |

Hauptartikel: Pink (Musikerin)/Auszeichnungen für Musikverkäufe